# Акна (озеро)
Акна́ (арм. Ակնա; арм. Ակնալիճ — Акна-лич; Канчгёль) — горное озеро на границе Котайкской и Гегаркуникской областей Армении, находится в кратере вулкана Лчайн, на Гегамском нагорье, в 6 км от горы Аждаак, на высоте 3032 (3030) метров над уровнем моря. Площадь зеркала составляет 0,8 (0,5) км², наибольшая глубина — 15 м, объём — 2,5 (3,91) млн м³. Озеро относится к бассейну реки Раздан.
Озеро Акна является особо охраняемой природной территорией в статусе природного памятника Армении.
Озеро имеет исключительно дождевое питание, зимой оно покрывается льдом. Непосредственно близ озера находятся альпийские луга.
Используется для орошения.